# Csárdás

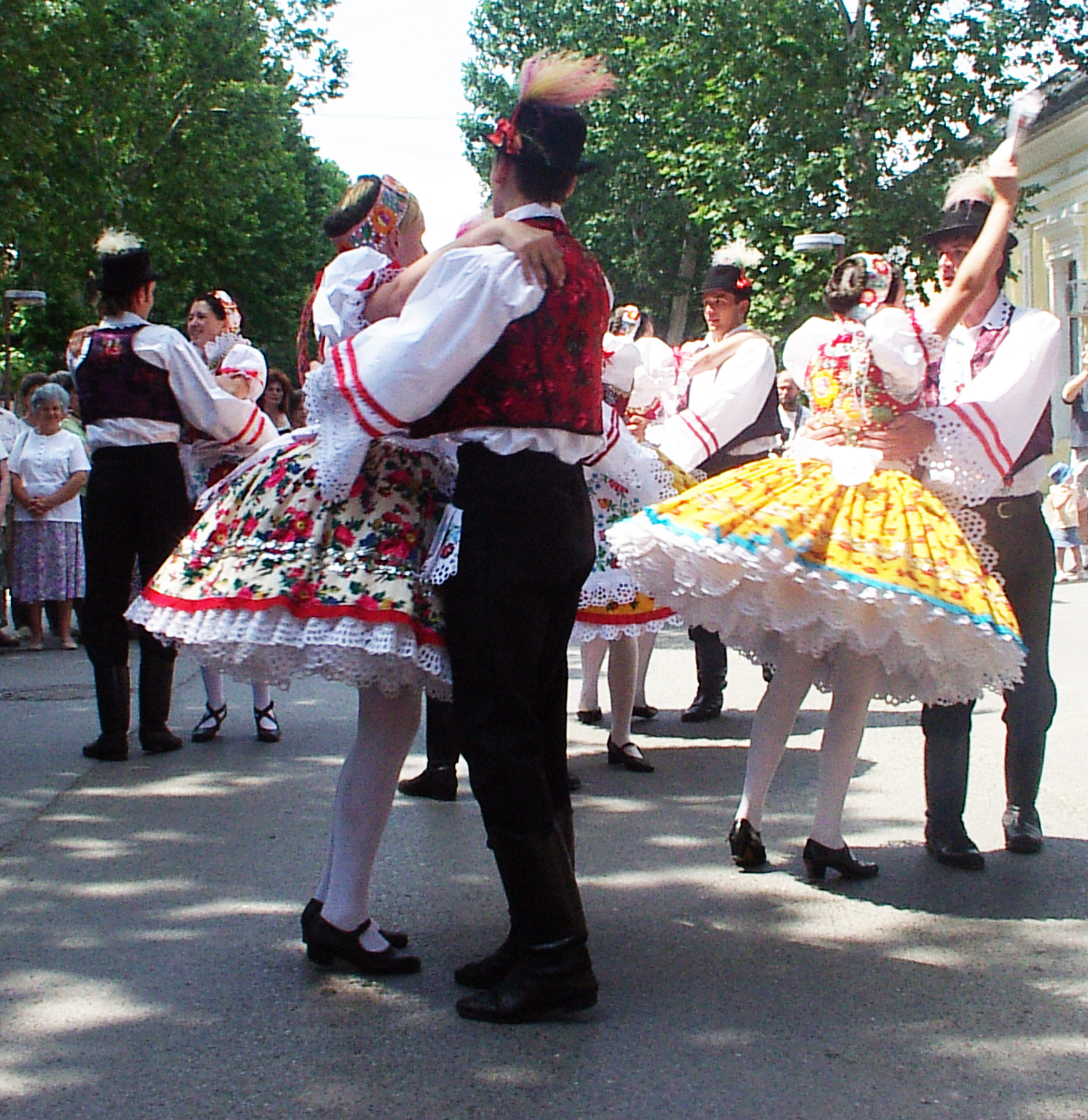
Hongaresos a Voivodina, ballant el csárdás.

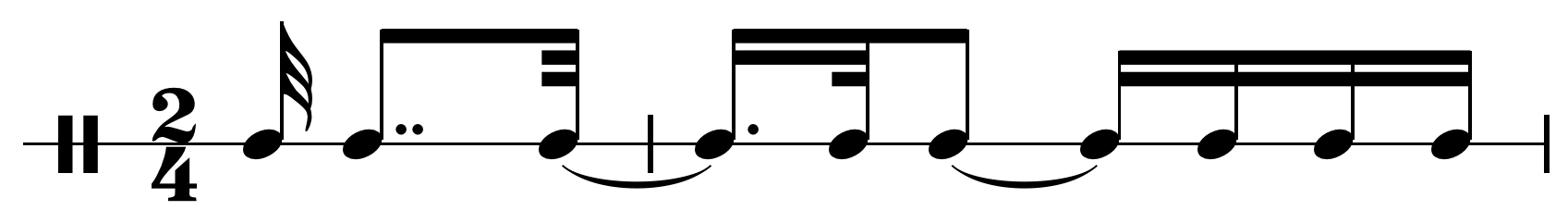
Ritme de la csárdás.

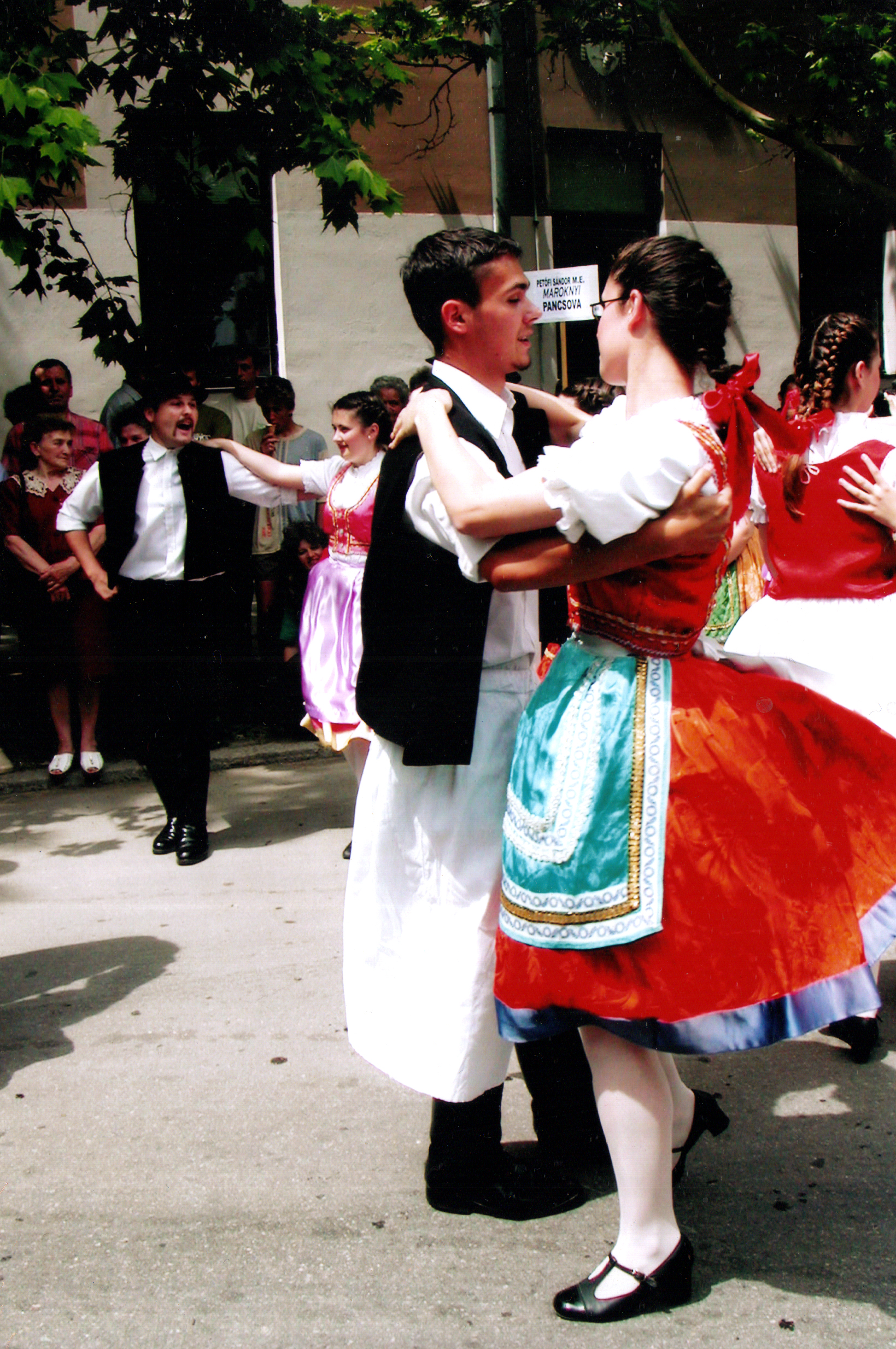
Hongaresos a Skorenovac, ballant la csárdás.

La csárdás (també czárdás, segons una ortografia antiga; en qualsevol cas pronunciat ˈt͡ʃaːrdaːʃ o /chárdash/) és una dansa tradicional hongaresa. És original del país i va ser popularitzada per bandes de gitanos a Hongria i a les zones veïnes de Voivodina, Eslovàquia, Eslovènia, Croàcia, Ucraïna, Transsilvània i Moràvia, així com entre els banats búlgars, inclosos els residents de Bulgària.

## Història
Els seus orígens es remunten als verbunkos hongaresos del segle xviii, utilitzats com a ball de reclutament per part de l'exèrcit hongarès. La csárdás es caracteritza per una variació en el tempo: arrenca de manera parsimoniosa (lassú) i acaba en un tempo rapidíssim (friss, literalment ‘fresc’). Hi ha altres variacions del tempo, anomenades ritka csárdás, sűrű csárdás i szökős csárdás. La música està en compàs 2/4 o 4/4. Els ballarins són homes i dones; elles van vestides amb faldilles tradicionals àmplies, habitualment de color vermell que, quan fan girs, conformen una forma peculiar.

## Compositors
Márk Rózsavölgyi, compositor i violinista d'origen jueu, nascut a Balassagyarmat (Hongria) el 1848, és reconegut com el pare de les csárdás.
Alguns compositors clàssics han utilitzat els temes del csárdás en la seva obra, com per exemple Imre Kálmán, Franz Liszt, Johannes Brahms, Johann Strauss, Pablo de Sarasate, Piotr Ilich Chaikovski i Pedro Iturralde. Probablement la csárdás més coneguda és la composició homònima del compositor italià Vittorio Monti, escrita el 1904 per a violí o mandolina i piano; aquesta peça virtuosa té cinc variacions de tempo.
| Csárdás                                                                              |
|                                                                                      |
| "Csárdás" (1904) de Vittorio Monti, interpretada per la United States Air Force Band |
|                                                                                      |